# باتريس ليدوكس
باتريس ليدوكس (بالفرنسية: Patrice Ledoux)‏ هو مخرج منفذ ومنتج أفلام فرنسي، ولد في القرن العشرين في فرنسا.

## وصلات خارجية
- باتريس ليدوكس على موقع IMDb (الإنجليزية)
- باتريس ليدوكس على موقع ألو سيني (الفرنسية)
- باتريس ليدوكس على موقع قاعدة بيانات الفيلم (الإنجليزية)